# Batarà de Hellmayr
El batarà de Hellmayr (Thamnomanes schistogynus) és una espècie d'ocell de la família dels tamnofílids (Thamnophilidae).

## Hàbitat i distribució
Viu entre la malesa del bosc, matolls de bambú i vegetació secundària, especialment a la llarga de corrents fluvials de les terres baixes de l'est de Perú, nord de Bolívia i sud-oest del Brasil amazònic.